# Simon Belmont
Simon Belmont is de held en protagonist in de computerspelserie Castlevania van Konami. Hij maakte zijn debuut in het spel Castlevania uit 1986.

## Personage
Simon Belmont wordt verondersteld te zijn geboren in 1669 en leefde zijn hele leven in Transsylvanië, een gebied dat eeuwenlang bekend stond als een beproeving van het kwaad en in handen van de plaatselijke Graaf Dracula. Simon werd geboren in de beroemde Belmont-clan, en kreeg zijn training als bestrijder van het kwaad al op jonge leeftijd.
Simon wordt afgebeeld als een lange, gespierde krijger gekleed in middeleeuwse kleding, met leer en bont, en beschermd door een harnas. In zijn oudere ontwerp draagt hij ook een cape. Zijn uiterlijk is verschillende keren veranderd in verschillende herontwerpen, de meeste hebben lang haar, hoewel zijn kleur is veranderd en hij blond, bruin of vuurrood haar heeft gekregen.
Belmont is getrouwd met Serena. Andere leden van de familie Belmont zijn Christopher, Soleiyu, Juste, Richter en Julius.

## Verschijningen
Simon Belmont verschijnt onder meer in de volgende spellen:
- Castlevania (1986) (NES, C64, Amiga, DOS, Windows)
- Vampire Killer (1986) (MSX2)
- Castlevania II: Simon's Quest (1987) (NES)
- Haunted Castle (1988) (arcade)
- Super Castlevania IV (1991) (NES)
- Castlevania Chronicles (1993) (X68000)
- Castlevania Judgment (2008) (Wii)
- Castlevania: Harmony of Despair (2013) (3DS, X360, PS3, Windows)

Hij verschijnt ook in andere spellen, waaronder:
- Evolution Skateboarding (2002) (GameCube, PlayStation 2)
- DreamMix TV World Fighters (2003) (GameCube, PlayStation 2)
- Super Bomberman R (2017) (Switch, PlayStation 4, Xbox One, Windows)
- Super Smash Bros. Ultimate (2018, Switch)